# Preußische T 39
Die Fahrzeuge Preußische T 39 waren schmalspurige Dampflokomotiven der Preußischen Staatseisenbahnen.
Bei der Deutschen Reichsbahn wurden sie als Baureihe 99.43–44 geführt.

## Geschichte
Zunächst wurden 1919 und 1920 sieben Exemplare für Preußen gebaut, von denen fünf durch die Reichsbahn mit den Nummern 99 431–99 435 übernommen wurden. Zwei Lokomotiven (252 und 253) mussten nach dem Versailler Vertrag ab die polnische Staatsbahn abgegeben werden. Nach der Besetzung Polens 1939 wurden diese beiden Lokomotiven als 99 436 und 437 eingeordnet. Zwischen 1925 und 1926 lieferte Orenstein & Koppel weitere sechs Exemplare an die Reichsbahn. Diese hatten größere Treibräder und fielen etwas schwerer aus. Sie erhielten die Nummern 99 441–99 446.

### PKP-Baureihe Tw3
Nach 1945 erhielten bei der polnischen Staatsbahn (PKP) die verbliebenen Lokomotiven die Baureihenbezeichnung Tw3 2434–2438 (99 441, 445, 444, 433, 432). Die letzte Lokomotive wurde 1960 ausgemustert.

## Technische Merkmale
Die Lokomotiven hatten einen Innenrahmen, auch bei ihnen saßen die Zylinder wegen der geringen Fahrzeugbreite ungewöhnlich hoch und waren schräg angeordnet. Sie hatten eine Heusinger-Steuerung, angetrieben wurde die dritte Achse.
Die Endachsen der fünf Kuppelachsen wurde nicht über Stangen, sondern über ein Zahnradgetriebe der Bauart Luttermöller angetrieben und waren seitlich verschiebbar und radial beweglich. Die mittlere Treibachse hatten zudem keine Spurkränze, was die Fahrzeuge im Bogen beweglicher machte.
Sie hatten Außenpuffer und die Kupplung saß in der Mitte.
Die Fahrzeuge konnten 1,75 Tonnen Kohle und 4,5 m² Wasser aufnehmen.